# Burkhard Beins
Burkhard Beins (1964. október 22. –) német
- kísérleti zenész
- ütőhangszeres

. Autodidakta művész, 1995 óta Berlinben él.
Olyan zenészekkel dolgozott együtt, mint Keith Rowe, Sven-Åke Johansson, Peter Niklas Wilson, Orm Finnendahl, John Tilbury, Charlemagne Palestine és Axel Dörner.

## Válogatott diszkográfia
- Trio Sowari: shortcut (Potlatch, CD 2008)
- Burkhard Beins: Disco Prova (Absinth, CD 2007)
- Perlonex: Tensions w/Keith Rowe + Charlemagne Palestine (Nexsound 2CD, 2006)
- Polwechsel: Archives of the North (Hat Hut, CD 2006)
- Trio Sowari: Three Dances (Potlatch, CD 2005)
- Activity Center & Phil Minton (Absinth Records, CD 2005)
- Keith Rowe/Burkhard Beins: Live at Amplify (ErstLive oo1, CD 2004)
- The Sealed Knot: Unwanted Object (Confront Collectors Series 1, CD 2004)
- Beins/Dirk Marwedel/Michael Vorfeld: Misiiki (Rossbin CD o13, 2003)
- Beins/Johansson: Santa Fé (a felvétel a berlini Raumschiff Zitronéban készült) (LP, Eventuell 02, 2003)
- Burkhard Beins/Andrea Neumann: Lidingö (Erstwhile CD o26, 2002)
- Phosphor (Potlatch P501 CD, 2002)
- Perlonex: Peripherique (CD, Zarek 07, 2001)
- Burkhard Beins/Keith Rowe: Grain (CD, Zarek 06, 2001)
- Burkhard Beins/John Bisset: Chapel (2:13 Music CD o12, 2001)
- Activity Center: Möwen & Moos (2:13 Music DoCD, 1999)
- Yarbles (Peter Niklas Wilsonnal és Martin Pfleidererrel, Hatology 510, CD 1997)

## Fordítás
- Ez a szócikk részben vagy egészben  a   Burkhard Beins című német Wikipédia-szócikk fordításán alapul.  Az eredeti cikk szerkesztőit annak laptörténete sorolja fel. Ez a jelzés csupán a megfogalmazás eredetét és a szerzői jogokat jelzi, nem szolgál a cikkben szereplő információk forrásmegjelöléseként.